# Ёж и лиса
«Ёж и лиса» (англ. The Hedgehog and the Fox) — эссе философа Исайи Бе́рлина, одно из его самых широко известных произведений. Впервые опубликовано в 1953 году. По словам самого Берлина, он «не собирался делать серьёзных заявлений, а имел в виду своего рода увлекательную интеллектуальную игру, но к ней отнеслись серьёзно: каждая классификация на что-то проливает свет».

## Происхождение
Название эссе является отсылкой к фрагменту, приписываемому древнегреческому поэту Архилоху: πόλλ' οἶδ' ἀλώπηξ, ἀλλ' ἐχῖνος ἓν μέγα («лиса знает многое, а ёж — одно большое»). В Adagia (1500) Эразма Роттердамского эта фраза дана на латыни: Multa novit vulpes, verum echinus unum magnum. Та же идея воплощена в басне Эзопа «Лиса и кот».

## Содержание
Берлин дальше разрабатывает эту идею, чтобы разделить писателей и мыслителей на две категории: ежи, которые смотрят на мир через призму одной определяющей идеи (в качестве примера приводятся Платон, Лукреций, Данте Алигьери, Блез Паскаль, Георг Гегель, Федор Достоевский, Фридрих Ницше, Хенрик Ибсен и Марсель Пруст) и лисы, которые опираются на широкий спектр опыта и для которых мир не может быть сведён к одной идее (приведённые примеры включают Геродота, Аристотеля, Эразма Роттердамского, Уильяма Шекспира, Мишеля де Монтеня, Мольера, Иоганна Вольфганга Гёте, Александра Пушкина, Оноре де Бальзака и Джеймса Джойса).
Обращаясь к Льву Толстому, Берлин утверждает, что на первый взгляд Толстой ускользает от отнесения в одну из двух групп. Берлин полагает, что, хотя Толстой обладает талантами лисы, сам он считает, что нужно быть ежом, и поэтому пространные оценки, которые даёт Толстой своим работам, вводят в заблуждение. Берлин использует эту идею как основу для анализа теории истории, которую Толстой представляет в своем романе «Война и мир».
Во второй половине эссе Берлин анализирует творчество Толстого путём его сопоставления с творчеством мыслителя начала XIX века Жозефа де Местра, остроту этому сравнению придаёт то, что, хотя Толстой и де Местр придерживались диаметрально противоположных взглядов по многим вопросам, их взгляды на фундаментальную природу бытия и пределы рационального, научного подхода к бытию оказываются глубоко сходными.
В последних нескольких абзацах эссе Берлин ещё раз повторяет свой тезис о том, что Толстой был по натуре лисом, но по убеждениям — ежом, и высказывает предположение, что это внутреннее противоречие причинило Толстому огромную боль в конце его жизни.
Эссе опубликовано отдельно и в сборнике «Русские мыслители» под редакцией Генри Харди и Эйлин Келли. Это эссе также представлено в широко распространённой антологии эссе И. Берлина «Правильное исследование человечества».

## Влияние
Некоторые авторы, такие как Майкл Уолцер, использовали тот же подход для описания самого И. Берлина как человека, который много знает, по сравнению с предполагаемой ограниченностью многих других современных политических философов. Канадский философ Чарльз Тейлор, бывший студент Берлина, признавался в своём интервью после получения премии Темплтона 2007 года, что учитель окрестил его ежом.
Филип Э. Тетлок, профессор политической психологии Пенсильванского университета, в значительной степени использовал эту классификацию в своём исследовании точности экспертов и прогнозистов в различных областях (особенно в политике) в своей книге 2005 года «Экспертное политическое суждение: насколько оно хорошо? Как мы можем узнать?».
В своей книге «Братья-основатели» о ключевых фигурах американской революции историк Джозеф Эллис, оценивая Джорджа Вашингтона, использует берлинскую концепцию «Ёж и лис», отмечая, что «Вашингтон был архетипическим ежом. И единственное, что он знал, это то, что будущее Америки как нации лежит на Западе, в её развитии в качестве континентальной империи в течение следующего столетия», что было одной из причин того, что Вашингтон посвящал много усилий строительству каналов.
Джим Коллинз ссылается на эссе в своей книге «От хорошего к великому», где он ясно показывает своё предпочтение менталитету ежа.
Клаудио Велис использует конструкцию Берлина для противопоставления англо-американских и испанских моделей поселения и управления в своей книге 1994 года The New World of the Gothic Fox Culture and Economy in English and Spanish America.
Художник Ричард Серра упомянул эссе в названии своей скульптуры, установленной в кампусе Принстонского университета в 2000 году.
Книга философа права Рональда Дворкина «Справедливость для ежей» (2011), в которой приводится довод в пользу единой всеобъемлющей и последовательной основы моральной истины, берёт свое название от мнения Берлина о еже.
Историк музыки Бертольд Хекнер применяет и расширяет различия Берлина в своем эссе 2007 года «Вагнер и происхождение зла». Одним из ключевых выводов Хекнера является то, что историография антисемитизма Вагнера, как и историография холокоста, имеет две основные ветви: функционалистскую ветвь, подобную ежу, которая рассматривает полемические выпады композитора в отношении еврейской культуры как простую ассимиляционистскую риторику — и интенционалистскую ветвь, подобную лисе, которая рассматривает их как насильственные проявления подлинного антисемитизма.
В своей книге «Место Витгенштейна в аналитической философии XX века» оксфордский философ Питер Хакер использует эту метафору, чтобы сопоставить берлинского Толстого «лиса по натуре, но еж по убеждению» с философом австрийского происхождения Людвигом Витгенштейном, который был «по своей природе ежом, но после 1929 года благодаря большим интеллектуальным усилиям и воображению превратился в образцового лиса».
В своём бестселлере 2012 года «Сигнал и шум» прогнозист Нейт Сильвер призывает читателей быть «более хитрыми» после того, как резюмирует эссе Берлина. Он цитирует работу Филипа Э. Тетлока о точности политических прогнозов в Соединенных Штатах во время холодной войны, когда он был профессором политологии в Калифорнийском университете в Беркли. Новостной веб-сайт Сильвера, fivethirtyeight.com, когда он был запущен в марте 2014 года, также принял лисицу в качестве своего логотипа «как намёк на оригинальную работу Архилоха».
В 2018 году Джон Льюис Гэддис ссылается на эссе Берлина, а также на работу Тетлока в своей книге «О великой стратегии».
В фильме Вуди Аллена 1992 года «Мужья и жёны» персонаж Салли, которую играет Джуди Дэвис, размышляет во время секса о разных людях, которых она знает, — ежи они или лисы.
Философ искусства Питер Киви ссылается на эссе Берлина, когда он противопоставляет современную философию искусства как эпоху Лиса, лучше всего представленную Ноэлем Кэрроллом, с предыдущей эпохой Ежа, лучше всего представленной Артуром Данто.
Политический экономист из Гарварда Дэни Родрик применяет это различие к традиционным ортодоксальным экономистам-ежам, которые всегда и везде применяют «либеральную парадигму», и к неортодоксальным (политическим) экономистам-лисицам, которые имеют разные ответы для разных обстоятельств времени, места и ситуации в своей книге 2015 года «Экономика решает: сила и слабость „мрачной науки“».

## Издания
на английском языке
- The Hedgehog and the Fox: An Essay on Tolstoy's View of History, London: Weidenfeld & Nicolson, 1953; New York, 1953: Simon & Schuster; New York, 1957: New American Library; New York, 1986: Simon & Schuster, with an introduction by Michael Walzer.
- Berlin, Isaiah, Hardy, Henry; Kelly, Aileen (eds.), Russian Thinkers, Penguin, ISBN 978-0-14-144220-4

на русском языке
- Берлин, Исайя. Ёж и лисица (Об исторических взглядах Л. Н. Толстого). Перевод с английского и публикация В. Сапова // Вопросы литературы. 2001. № 4 — 5.
- Берлин, Исайя. Ёж и лисица (Об исторических взглядах Л. Н. Толстого) // Подлинная цель познания. Избранные эссе / Пер. с англ. и комментарии В. В. Сапова. — М.: Канон+, 2002. — 800 с. — С. 513—595.